# اکس تور (کریستینا آگیلرا)
اکس تور (انگلیسی: The X Tour) (اشاره به نام مستعار خواننده، اکستینا) ششمین تور کنسرت خواننده آمریکایی کریستینا اگیلرا بود.